# 挪威陸軍學院

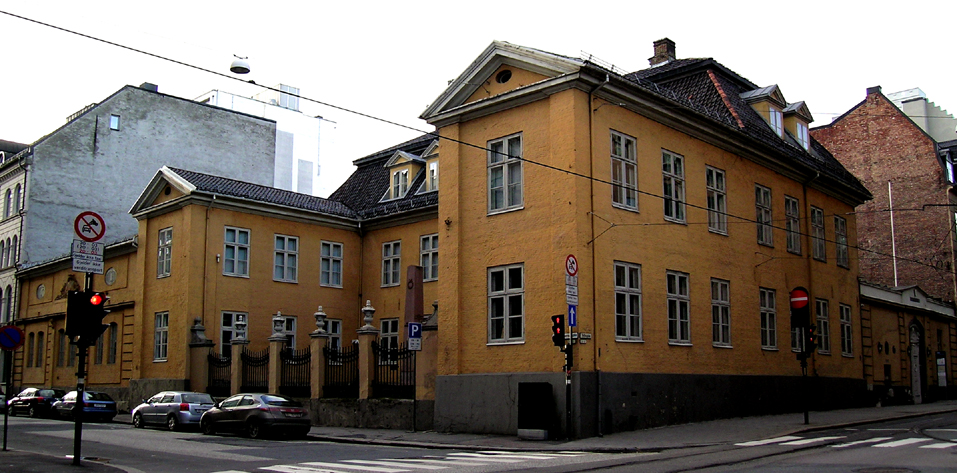
Tollbugata 10, Oslo. 校园建筑

挪威陸軍学院（挪威語：Krigsskolen），或譯挪威陸軍官校，是一所成立于1750年的挪威军校。它是挪威历史最悠久的一所大学，也是世界上最古老的一所军校。主要为挪威陆军培养未来的指挥官。